# Zygmunt Cytowski
Zygmunt Cytowski (ur. ok. 1915, zm. 4 grudnia 1981 w Warszawie) – polski inżynier, kawaler orderu Virtuti Militari.

## Życiorys
Zygmunt Cytowski będąc podporucznikiem rezerwy stacjonującego w Wilnie 1 Pułku Piechoty Legionów Józefa Piłsudskiego był uczestnikiem kampanii wrześniowej.

## Życie rodzinne
Ojciec Zygmunta, Paweł Cytowski (1878–1935), obywatel miasta Warszawy, był przemysłowcem, wieloletnim Starszym Cechu Garbarzy, członkiem honorowym tego cechu, Seniorem Związku Rzemieślników Chrześcijan, odznaczonym krzyżem zasługi. Matką była Wiktoria z domu Cywińska. Zygmunt miał brata Ludwika.
Ożenił się z Aliną Piskorską (1921–2000), córką Leonarda Piskorskiego. Mieli dwie córki: Ewę (ur. 1943), późniejszą Cytowską-Siegrist, i Hannę (ur. 1946), późniejszą Raczyńską.
Został pochowany w rodzinnym grobie Maciejewskich (prababki żony) na Cmentarzu Powązkowskim w Warszawie (kwatera 38 rząd 4, miejsce 19).

## Ordery
- Krzyż Srebrny Orderu Virtuti Miltari[1][4].